# Interpellation (Philosophie)
Interpellation (frz.: „Anhörung“, z. B. formelle Befragung von Verdächtigen zur Identitätsfeststellung durch die Polizei, dt. meist übersetzt als „Anrufung“, engl.: hailing; von lat. interpellatio, „Unterbrechung“) ist ein Terminus, der die Prägung des Subjekts durch Institutionen und Werte einer Kultur bzw. durch eine Ideologie bezeichnet, wobei dieser Prozess zugleich konstitutiv für seine Subjektwerdung sein soll. Der Begriff wurde von dem französischen Philosophen Louis Althusser um 1970 in Auseinandersetzung mit dem psychoanalytisch begründeten Modell der Herausbildung des Ich von Jacques Lacan zu einem philosophischen Terminus im Rahmen einer strukturalistischen Theorie der Ideologie entwickelt.

## Subjektbildung durch Unterwerfung
Althusser greift in seinem programmatisch-spekulativen Aufsatz Ideologie und ideologische Staatsapparate die Frage auf, wie sich die kapitalistischen Produktionsverhältnisse in den Alltagsvorstellungen der Subjekte festsetzen, stabilisieren und reproduzieren.
Althusser postuliert in diesem Aufsatz, dass die Stabilisierung des Kapitalismus nicht primär durch den staatlichen Zwangsapparat oder ein den Gesellschaftsmitgliedern implementiertes falsches Bewusstsein erfolgt, sondern durch die von ihm so genannten Prozesse der ideologischen Interpellation, die sich vor allem in alltäglichen Interaktionen in der Privatsphäre abspielen (Familie, Erziehung, Kirche, Medien). Diese Prozesse seien identitätsbildend, worauf schon Sigmund Freud hingewiesen habe. Ideologie sei kein reines Überbauphänomen im Sinne des marxistischen Konzepts von Basis und Überbau, das die Lage der Gesellschaftsmitglieder nur verkehrt abbilde, sondern basiere auf einer materiellen und ritualisierten Alltagspraxis, deren Internalisierung sich freilich zunächst im Unbewussten abspiele, bis ein Subjektbewusstsein entstehen. Für Althusser existiert Ideologie also nur durch das Subjekt.
Während Lacan jedoch zwischen dem bewussten Je, dem Ego, das das Kind im stade du miroir, dem Spiegelstadium, entdeckt, und dem teilweise unbewussten Moi, dem symbolischen sozialen Selbstbild trennt, fallen für Althusser beide Subjektbegriffe zusammen: Der Mensch ist ein freies, initiatives und zugleich unterjochtes, einer höheren Autorität unterworfenes Wesen: Seine freie Subjektivät ist ein durch die Herrschaftsverhältnisse produziertes Phänomen.
Schon Lacan beruft sich in seinem Modell der Genese des Ich auf die Hegelsche Dialektik von Herrschaft und Knechtschaft in der Rezeption durch Alexandre Kojève. Die Paradoxie der Gleichzeitigkeit von Unterwerfung und aktivem Handeln, die insbesondere Judith Butler hervorhebt, wird von ihr auf der Basis der  Doppeldeutigkeit des englischen Begriffes subject (Subjekt) bzw. being subjected to (unterworfen sein) entfaltet. Doch wird bei Althusser die Freiheit durch die Unterwerfung gestiftet und nicht umgekehrt. Im Kern ist seine Arbeit nicht nur ein Beitrag zur Theorie der Ideologie, sondern bildet auch eine Fortsetzung der frühneuzeitlichen Diskussion um den Souverän, wie sie von Thomas Hobbes initiiert wurde.

## Mechanismen der ideologischen Interpellation
Interpellationen äußern sich nach Althusser in der täglichen Ansprache des konkreten Individuums, durch welche dieses sich erst in ein Subjekt verwandelt. Wenn zum Beispiel ein Polizist jemanden anruft und dieser darauf bereitwillig oder erschreckt reagiert („ja/oh, das bin ich“), zeige sich der Angerufene einerseits als ein der Ideologie des Rechtsstaates unterworfener Staatsbürger; andererseits werde er zum Subjekt, das diese Ideologie freiwillig verinnerlicht habe und anerkenne. Daher seien die Subjekte von Geburt an (etwa wenn die Eltern erleichtert oder enttäuscht feststellen: es ist ein Junge oder Mädchen) durch soziale Kräfte geformt. Sie handeln nicht als unabhängige Akteure mit selbstproduzierten Identitäten. Emmanuel Todd weist darauf hin, dass die in deutschen oder japanischen Familienstrukturen traditionell verankerte Anrufung des Erstgeborenen unbewusst die Vorstellung von einer grundlegenden gesellschaftlichen Asymmetrie, von der Ungleichheit der Menschen, transportiert. Interpellation wird auch als Vorgang beschrieben, durch den das Subjekt als Sozialkategorie interpelliert wird, also als Mitglied eines abstrakten Kollektivs angesprochen wird. Dieses erfolgt auch mittels Interpellationen wie „Arbeiter“ oder „Bürger“, die die konkreten Unterschiede zwischen den Individuen verwischt.

## Begriffsverwendung in Gender- und Medientheorie
Für Judith Butler ist Interpellation ein Mechanismus zur sozialen Konstruktion von Geschlechtsidentitäten. David I. Backer von der West Chester University in Pennsylvania beschreibt typische Interpellationsprozesse in der Schule, die nach dem Muster „Lehrerfrage – Schülerantwort – Evaluation“ durch den Lehrer erfolgen; er nennt diese Form von Interpellation recitation.
Für den Medientheoretiker David Gauntlett von der University of Westminster findet die Interpellation vor allem durch Medien / Medientexte statt, die die Annahmen der Konsumenten im Sinne einer bestimmten Haltung zur Welt prägen.

## Begriffsverwendung in Postcolonial Studies
Auch in Postcolonial Studies wird das Konzept genutzt. Hierbei folgt man weniger der rigiden Vorstellung Althussers von der Prägung des Subjekts durch Interpellation; vielmehr geht es vor allem um die Zurückweisung kollektiver Interpellationen etwa durch die früheren Kolonialmächte. So beschreibt Mohammad Shabangu in einem Artikel den Widerstand von „African Writers“ gegen ihre Interpellation als eine solche Gruppe, unter anderem wegen ihrer Migrationsgeschichte nach Europa oder Nordamerika. Kalyan Sanyal weist die kollektive Interpellation der nicht-westlichen Welt durch den Terminus development (Entwicklung) zurück. Sandro Mezzadra hinterfragt die Interpellation imaginärer Figuren wie Europa oder Modernität bzw. Modernisierung und setzt die Vielfalt des historischen Zeiterlebens dagegen, so wie es auch Dilip Parameshwar Gaonkar postuliert. Der von Lacan, Foucault und Derrida beeinflusste Homi K. Bhabha, der die sich in der kulturellen Hybridisierung ausdrückende Ambivalenz von Beherrschung und Widerstand der Kolonisierten untersucht, hält die Kultur der postkolonialen Kleinstaaten der Karibik für „Erfindungen“ bzw. Ergebnisse der dauerhaften Interpellation durch die Kolonialstaaten.

## Kritik
Althussers Ansatz wird im Allgemeinen als der Versuch angesehen, eine materialistische Theorie der Wirksamkeit von Ideologien zu entwickelt, die sich nicht auf die idealistische Vorstellung der Übernahme von falschen Ideen oder erfolgreicher staatlicher Indoktrination beschränkt. Kritisch wird angemerkt, dass Althussers Ansatz funktionalistisch oder tautologisch sei und die Widerstandskraft der Subjekte gegen Interpellationen unterschätze. Die mehr oder weniger autoritative Interpellation dürfe nicht nur im Sinne einer Disziplinierung Foucaults oder als Sozialisierung in vorbestimmte Rollen verstanden werden. Stuart Hall hebt hervor, dass das mögliche Leiden von Individuen an ihrer durch Interpellation geformten Identität eine Quelle subversiver Handlungen sein kann. Der schwedische Soziologe Göran Therborn weist auf die ungleiche Entwicklung der ideologischen Apparate hin. Diese seien strukturell nicht integriert, was zu widersprüchlichen Interpellationen und zu Konflikten zwischen der Unterwerfung der Subjekte unter die soziale Ordnung und ihrer Fähigkeit zum bewussten und qualifizierten sozialen Handeln führe. Dieser Widerspruch entspreche dem zwischen den Produktionsverhältnissen und den lebendigen Produktivkräften. Es gebe keine perfekte Interpellation, und zu jedem ideologischen Apparat gebe es Gegenapparate (contra-apparatus). Der individuelle biographische Pfad sei eine Wanderung zwischen Komplexen von Apparaten und Gegenapparaten.
Ein weiterer Kritikpunkt bezieht sich auf die Ahistorizität des Althusserschen Ideologiebegriffs und der ideologischen Apparate. Es entstehe der Eindruck, dass die Ideologie sich unendlich ohne Anfang und Ende reproduziere. Dabei würden die heutigen ideologischen Apparate weniger zur Anpassung der Subjekte an das Gesetz, sondern eher zur Freiheit des Konsums erziehen. Daher sei auch Butlers Interpretation von Interpellation als sujection oder submission und deren Gleichsetzung mit dem Prozess der Subjektivierung zu kritisieren; man müsse sich heute nicht – zugespitzt gesprochen – permanent schuldig fühlen und eine rituelle Bestrafung erwarten, um zum Subjekt zu werden.

## Verwandte Konzepte
Was für Althusser der Staat war, war bereits mehr als ein Vierteljahrhundert vor Erscheinen seines Papiers für Theodor W. Adorno und Max Horkheimer in ihrem Werk Dialektik der Aufklärung die von ihnen so genannte Kulturindustrie (siehe das Kapitel Kulturindustrie – Aufklärung als Massenbetrug). Diese spielt eine wichtige Rolle bei der Ruhigstellung passiver Konsumenten. Doch während für Althusser die „Entstehung“ des Subjekts eine Folge permanenter institutioneller Interpellationen ist, erscheint bei Adorno und Horkheimer die Konstitution des Subjekts nicht nur als Resultat des Wirkens von Institutionen wie derjenigen der Kulturindustrie; vielmehr bleibt das Subjekt der Dialektik von Vernunft und Natur unterworfen.
Gewisse Überschneidungen weist das Interpellationskonzept auch mit Antonio Gramscis Konzept der kulturellen Hegemonie auf, das auf der Idee der Herrschaft durch Konsens vermittels staatlicher Produktion zustimmungsfähiger Ideen („Zustimmungskultur“) beruht. Nach Gramsci kommt es jedoch zu heftigen kulturellen Machtkämpfen, deren Ort die Zivilgesellschaft ist.
Obwohl Pierre Bourdieu Althussers Aufsatz über Ideologie und die ideologischen Staatsapparate heftig kritisierte, ist doch die Ähnlichkeit von Althussers Ansatz und Bourdieus Konzept der Domination durch symbolische Macht (durch Erziehung, Schule usw.) nicht zu übersehen. Diese symbolische Macht erzeugt – anders als die repressive Gewalt des Staates – nicht Furcht vor den sichtbaren oder unsichtbaren Agenten des Staates, sondern einen klassenspezifischen Habitus, z. B. das Schamgefühl der „kleinen Leute“, das zur Stützung des Systems beiträgt. Der Habitus ist ein stets vorhandener, weitgehend unbewusster (auch körperlicher) Zustand mit spezifischen kognitiven Mustern und Wertvorstellungen; er entspricht etwa Émile Durkheims Begriff des conscience collective, dem „kollektiven“ oder „sozialen Bewusstsein“, nämlich dem Teil des Bewusstsein, das man mit anderen Mitgliedern des Kollektivs gemein hat. Als Beispiel des Habitus untersucht Bourdieu die rituelle Manifestation männlicher Dominanz bei den Kabylen in Form des Ehrbegriffs, der sich in der heraufkommenden Geldwirtschaft zwar als dysfunktional erweist, aber traditionell hochgehalten wird.